# Leung Sui Wing
Leung Sui Wing - em mandarim 梁帥榮 (22 de maio de 1958) é um ex-futebolista e treinador de futebol de Hong Kong que jogava como líbero.

## Carreira em clubes
Jogou toda sua carreira no Happy Valley, entre 1976 e 1997. Pelos Auriverdes, venceu a Liga da Primeira Divisão de Hong Kong em 1988–89, além de ter sido eleito o Futebolista do Ano em 1983 e 1986.
Em sua homenagem, o Happy Valley aposentou a camisa 2.

## Carreira internacional
Pela Seleção de Hong Kong, Leung atuou em 46 jogos entre 1980 e 1989, com um gol marcado, sendo inclusive o capitão na vitória por 2 a 1 que eliminou a China das eliminatórias da Copa de 1986.

## Carreira de treinador
A primeira experiência de Leung como treinador foi no Happy Valley, já no final da carreira de jogador, entre 1992 e 1997. Passou também pelo Double Flower e pela seleção de Macau, entre 2008 e 2015.

## Títulos
Happy Valley
- Liga da Primeira Divisão de Hong Kong: 1988–89

### Individuais
- Futebolista do Ano de Hong Kong: 1983 e 1986